# Амін Абдель Рахман
Амін Абдель Рахман (31 грудня 1941) — єгипетський ватерполіст.
Учасник Олімпійських Ігор 1960, 1964 років.